# ロルフ・カールス
ロルフ・ハンス・ヴィルヘルム・カール・カールス（ドイツ語: Rolf Hans Wilhelm Karl Carls, 1885年5月29日 - 1945年4月24日）は、ドイツの海軍軍人、政治家。最終階級は海軍上級大将。

## 経歴
ロストックに生まれる。1903年に士官候補生としてドイツ帝国海軍に入営。巡洋フリゲート「シュタイン」勤務の後、1905年からドイツ東洋艦隊に配属され大巡洋艦「フュルスト・ビスマルク」、ついで魚雷艇「タークー」乗組となる。1907年10月にドイツ本国に転属となり、さまざまな艦艇の乗組を経て1914年に地中海艦隊に配属。第一次世界大戦を軽巡洋艦「ブレスラウ」乗組の大尉として迎えた。1914年8月7日のダーダネルス海峡突破作戦に参加。1917年1月にドイツ本国に転属となり、潜水艦司令としての教育を受ける。翌1918年に潜水艦「U9」艦長に就任。7月に「U124」艦長に転じ、終戦を迎えた。
1919年4月、義勇軍の第3海兵旅団で大隊長を務めるが、1922年にヴァイマル共和国軍海軍に採用された。1927年に統帥部に配属され、翌年10月に教育部長に就任。1930年には参謀長となった。1932年9月、戦列艦「ヘッセン」艦長に転じる。1933年10月に艦隊参謀長に任命され、翌年9月に戦列艦指揮官に就任。装甲艦指揮官と改名された同職を1936年11月まで務めた。同時期、スペイン内戦に派遣されたドイツ艦隊の司令官を務める。1936年末から艦隊司令官となり、1938年11月にバルト海基地司令官に転じた。その間1937年6月1日に海軍大将に昇進し、第二次世界大戦開戦を迎える。
1939年10月、コンラート・アルブレヒト(de:Conrad Albrecht)の後任として東部方面群司令官に就任。1940年の北欧侵攻作戦時には西部方面の艦隊司令官で、その殊勲として同年6月14日に騎士鉄十字章を授与、7月19日に上級大将に昇進する。同司令部は1940年9月にキールからヴィルヘルムスハーフェンに移転し、北部方面群司令部と改称された。1941年のバルバロッサ作戦時には、バルト海の島々の攻略作戦を指揮する。
1943年3月に海軍司令官臨時代行に指名され、5月に海軍の第一線より退いた。その直後からハンブルク近郊のシュトルマン郡の郡長に任命された。1943年夏のハンブルク空襲後、役所はハンブルク郊外からバート・オルデスローの職業学校内に移転した。1945年4月24日、バート・オルデスローは連合軍の爆撃機300機による空襲を受け、死者700名以上を出して町は壊滅した。この際カールスも役所の地下壕に居た28人と共に死亡した。